# Динамо (футбольный клуб, Самарканд)
«Дина́мо» Самарка́нд (узб. «Dinamo» Samarqand futbol klubi/«Динамо» Самарқанд футбол клуби) — узбекистанский футбольный клуб из города Самарканд.

## Названия
| Годы         | Название         |
| ------------ | ---------------- |
| 1956—1961    | Динамо           |
| 1963—1966    | Спартак          |
| 1967         | Согдиана         |
| 1968—1969    | Самарканд        |
| 1970—I.1976  | Спартак          |
| II.1976—1991 | Динамо           |
| 1991—1992    | Мароканд         |
| 1993—I.1997  | Динамо           |
| II.1997—1998 | Афросиа́б         |
| 1998—2000    | Самарканд        |
| 2001—2008    | Самарканд-Динамо |
| 2009—2016    | Динамо           |
| с 2017       | Динамо Плюс      |

## История
Самаркандское «Динамо» было основано в 1960 году. В советский период клуб в основном участвовал во Второй лиге чемпионата СССР. Дебютный сезон он начал во 2-й зоне союзных республик класса «Б» чемпионата СССР, заняв последнее, 16-е место.
В следующем году команда также участвовала в данной лиге и заняла предпоследнее, 15-е место. Сезон-1962 «Динамо» по неизвестным причинам пропустило.
В 1963—1970 годах клуб продолжил выступления в классе «Б» Второй лиги чемпионата СССР. Лучшим достижением за это время стало 4-е место в сезоне-1967. В 1971—1975 годах самаркандцы снова по неизвестным причинам не участвовали ни в каких турнирах и лигах.
В 1963—1967 годах команда носила название «Спартак», в 1967—1968 годах — «Согдиана», в 1968—1970 годах — «Самарканд», 1970—1976 годах — снова «Спартак», со 2-й половины 1976 года и до середины 1991 года имела своё первоначальное наименование — «Динамо».
В 1984 году самаркандское «Динамо» успешно выступило в Кубке СССР, обыграв команды Первой и Высшей лиг чемпионата СССР («Факел» и
«Жальгирис» соответственно), но в 1/8 финала уступило смоленской «Искре».
Начиная с сезона-1976 и до конца 1989 года команда участвовала во Второй лиге чемпионата СССР. Лучшим достижением за эти годы было 1-е место в сезонах-1980, 1982 и 1984.
В результате «Динамо» получало возможность сыграть в так называемых финалах Второй лиги, где разыгрывались путёвки в Первую лигу.
Во всех трёх финалах самаркандский клуб занимал 2-е места и не смог завоевать путёвку во 2-ю по значимости футбольную лигу СССР. 1990 и 1991 годы «Динамо» провело во Второй низшей лиге чемпионата СССР.
В независимом Узбекистане клуб долгое время являлся постоянным участником Высшей лиги Узбекистана (с 2018 года она называется Суперлигой Узбекистана). Лишь изредка (в 1994, 1998, 2016 и 2018 годах) выступал в Первой лиге (с 2018 года она называется Про-лигой Узбекистана).
После распада СССР в 1992 году клуб сменил название на «Мароканд» и участвовал в 1-м в истории розыгрыше Высшей лиги чемпионата Узбекистана.
В дебютном сезоне «Мароканд» занял 10-е место среди 17 команд и дошёл до полуфинала Кубка Узбекистана. В 1993 году клубу вернули исконное название «Динамо».
Однако он занял последнее, 16-е место, вылетев в Первую лигу чемпионата Узбекистана, а в Кубке Узбекистана остановился на стадии 1/4 финала.
Сезон-1994 «Динамо» провело в Первой лиге и со 2-го места вернулось в Высшую лигу. В 1997 году команда снова выбыла в Первую лигу, заняв 15-е место.
Начиная со 2-й половины 1997 года и до конца 1998 года клуб носил название «Афросиаб». В сезоне-1998 он занял 2-е место и вновь вышел в Высшую лигу.
В конце 1998 года клуб был переименован в «Самарканд» (до 2000 года). Сезон-1999 он закончил на 5-м месте. В 2000 году команда установила наивысшие достижения в новейшей истории — 4-е место в Высшей лиге и выход в финал Кубка Узбекистана-1999/2000, в котором самаркандский клуб проиграл «Дустлику» из Ташкентской области со счётом 1:4.
В конце 2000 года название команды сменилось на «Самарканд-Динамо» и сохранялось до конца 2008 года. Начиная с сезона-2001, клуб не смог достичь особых успехов и стал одним из середняков Высшей лиги.
Лучшим достижением за эти годы стало 5-е место в 2007 году, а спустя сезон самаркандцы заняли 6-е место. В конце 2008 года клубу было возвращено историческое название «Динамо», под которым он выступает до сих пор.
По окончании сезона-2015 «Динамо», заняв последнее, 16-е место в 3-й раз в своей истории вылетело в Первую лигу Узбекистана. В 2016 году оно впервые заняло 1-е место и снова получило путёвку в Высшую лигу, где в сезоне-2017 с 12-го места (среди 16 клубов) опять выбыло из элиты.
В 2018 году самаркандское «Динамо» стало 5-м в Про-лиге, которая является 2-й по уровню и значимости футбольной лигой страны. С сезона-2019 команда вновь выступает в Суперлиге Узбекистана. В 2019 году «Динамо» выступало в Суперлиге Узбекистана, заняло 14 место и вылетело, набрав 24 очка. В 2021 году «Динамо» выступало в Про-лиге и заняло 2-е место, набрав 28 очклв.

## Результаты выступлений

### Чемпионат СССР
| Сезон     | Лига                                               | Место                              |
| --------- | -------------------------------------------------- | ---------------------------------- |
| 1960      | Вторая лига. Класс «Б». 2-я зона Союзных республик | 16-е из 16                         |
| 1961      | Вторая лига. Класс «Б». 2-я зона Союзных республик | 15-е из 16                         |
| 1962      | не участвовал по неизвестным причинам              |                                    |
| 1963      | Вторая лига. Класс «Б». 2-я зона Союзных республик | 12-е из 15                         |
| 1964      | Вторая лига. Класс «Б». 5-я зона РСФСР             | 6-е из 17                          |
| 1965      | Вторая лига. Класс «Б». 5-я зона РСФСР             | 15-е из 20                         |
| 1966      | Вторая лига. Класс «Б». Средняя Азия и Казахстан   | 14-е из 19                         |
| 1967      | Вторая лига. Класс «Б». Средняя Азия и Казахстан   | 4-е из 22                          |
| 1968      | Вторая лига. Класс «Б». Средняя Азия               | 3-е из 22                          |
| 1969      | Вторая лига. Класс «Б». Средняя Азия               | 2-е из 24                          |
| 1970      | Вторая лига. Класс «Б». Средняя Азия               | 11-е из 18                         |
| 1971-1975 | Чемпионат Узбекской ССР                            |                                    |
| 1976      | Вторая лига. 2-я зона                              | 19-е из 21                         |
| 1977      | Вторая лига. 5-я зона                              | 15-е из 21                         |
| 1978      | Вторая лига. 5-я зона                              | 19-е из 23                         |
| 1979      | Вторая лига. 5-я зона                              | 7-е из 24                          |
| 1980      | Вторая лига. 6-я зона                              | 1-е из 19 (Финал II — 2-е из 3-х)  |
| 1981      | Вторая лига. 6-я зона                              | 2-е из 21                          |
| 1982      | Вторая лига. 7-я зона                              | 1-е из 19 (Финал II — 2-е из 3-х)  |
| 1983      | Вторая лига. 7-я зона                              | 3-е из 21                          |
| 1984      | Вторая лига. 7-я зона                              | 1-е из 20 (Финал III — 2-е из 3-х) |
| 1985      | Вторая лига. 7-я зона                              | 4-е из 17                          |
| 1986      | Вторая лига. 7-я зона                              | 3-е из 19                          |
| 1987      | Вторая лига. 7-я зона                              | 4-е из 19                          |
| 1988      | Вторая лига. 8-я зона                              | 14-е из 19                         |
| 1989      | Вторая лига. 7-я зона                              | 13-е из 21                         |
| 1990      | Вторая низшая лига. 9-я зона                       | 4-е из 20                          |
| 1991      | Вторая низшая лига. 9-я зона                       | 8-е из 26                          |

### Чемпионат Узбекистана
| Год  | Лига        | Место | Кубок       | Бомбардир                                 |
| ---- | ----------- | ----- | ----------- | ----------------------------------------- |
| 1992 | Высшая лига | 10    | 1/2 финала  | Хамза Джабборов — 17                      |
| 1993 | Высшая лига | 16    | 1/4 финала  | Александр Бабаян, Иззат Файзуллаев — по 4 |
| 1994 | Первая лига | 2     | 1/4 финала  | Хамза Джабборов — 24                      |
| 1995 | Высшая лига | 11    | 1/16 финала | Хамза Джабборов — 11                      |
| 1996 | Высшая лига | 10    | 1-й раунд   | Хамза Джабборов — 12                      |
| 1997 | Высшая лига | 15    | 1/32 финала | Олим Тилляев — 7                          |
| 1998 | Первая лига | 2     | 1/8 финала  | Тимур Искандеров — 30                     |
| 1999 | Высшая лига | 5     |             | Джафар Ирисметов — 19                     |
| 2000 | Высшая лига | 4     | Финал       | Мухсин Мухамадиев — 26                    |
| 2001 | Высшая лига | 12    | 1/8 финала  | Мухсин Мухамадиев — 15                    |
| 2002 | Высшая лига | 13    | 1/16 финала | Равшан Базаров — 6                        |
| 2003 | Высшая лига | 8     | 1/8 финала  | Михаил Фомин — 7                          |
| 2004 | Высшая лига | 13    | 1/16 финала | Аскар Бекназаров — 5                      |
| 2005 | Высшая лига | 8     | 1/8 финала  | Умид Исаков — 6                           |
| 2006 | Высшая лига | 8     | 1/8 финала  | Баходир Насимов — 9                       |
| 2007 | Высшая лига | 5     | 1/4 финала  | Фарход Таджиев — 20                       |
| 2008 | Высшая лига | 6     | 1/4 финала  | Ильяс Курбанов — 11                       |
| 2009 | Высшая лига | 9     | 1/8 финала  | Баходир Насимов — 10                      |
| 2010 | Высшая лига | 12    | 1/4 финала  | Джафар Ирисметов — 11                     |
| 2011 | Высшая лига | 10    | 1/4 финала  | Иван Нагаев — 6                           |
| 2012 | Высшая лига | 9     | 1/8 финала  | Рузимбой Ахмедов — 11                     |
| 2013 | Высшая лига | 8     | 1/16 финала | Фаррух Шотурсунов — 10                    |
| 2014 | Высшая лига | 10    | 1/4 финала  | Санъат Шихов — 7                          |
| 2015 | Высшая лига | 16    | 1/16 финала | Камолиддин Мурзоев — 11                   |
| 2016 | Первая лига | 1     | 1/16 финала | Амиржон Сафаров — ?                       |
| 2017 | Высшая лига | 12    | 1/2 финала  | Абдумалик Абдуллаев — 3                   |
| 2018 | Про-лига    | 5     | 1/8 финала  | Павел Пуришкин — ?                        |
| 2019 | Суперлига   | 14    | 1/8 финала  | Кадамбой Нурметов — 5                     |
| 2020 | Про-лига    | 3     | 1/16 финала | Ойбек Нурматов — 5                        |
| 2021 | Про-лига    | 2     | 1/8 финала  | Рузимбой Ахмедов — 12                     |
| 2022 | Суперлига   | 14    | груп. этап  | Марат Бикмаев — 8                         |
| 2023 | Про-лига    | 2     | 1/2 финала  | Джоэл Коджо — 12                          |

## Стадион

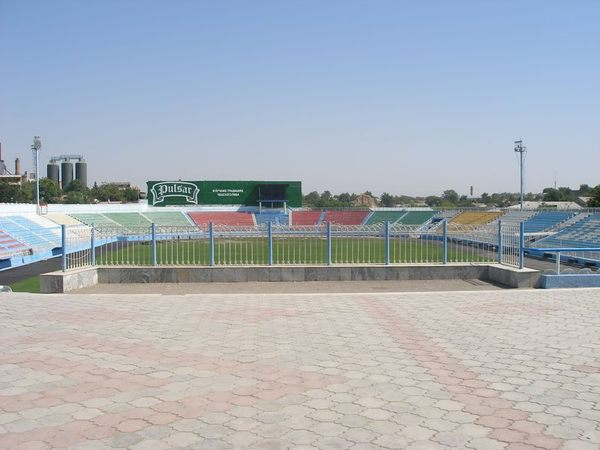
Стадион «Динамо».

Домашняя арена клуба — стадион «Динамо», вмещающий 13 800 зрителей. Был построен и открыт в 1962 году. До масштабной реконструкции 2012 года он вмещал 16 000 зрителей.
Этот крупнейший стадион Самарканда и Самаркандской области является одним из самых современных и посещаемых в Узбекистане.
Кроме одноимённой команды, на нём проводит свои домашние матчи ещё один самаркандский клуб — «Шердор», выступающий в Про-лиге A Узбекистана.

## Достижения
- Чемпионат Узбекистана — 4-е место в Высшей лиге (2000).
- Финалист Кубка Узбекистана (1999/2000).

## Международные турниры
В 2000 году «Динамо» Самарканд, выйдя в финал Кубка Узбекистана, получило возможность в сезоне 2000/2001 участвовать в Кубке обладателей кубков АФК. В первом отборочном раунде, «Динамо» встретилась с командой «Небитчи» из Туркменистана и, проиграв оба матча, вылетела из турнира.
| Сезон     | Соревнование                 | Раунд                  | Соперник | Результат |
| --------- | ---------------------------- | ---------------------- | -------- | --------- |
| 2000/2001 | Кубок обладателей кубков АФК | Западная зона, Раунд-1 | Небитчи  | 4:3, 2:3  |

* Жирным выделен счет домашней встречи.

## Тренерский штаб
Тренерский штаб на сезон 2025 года.
| Должность                 | Персона            |
| ------------------------- | ------------------ |
| Главный тренер            | Вадим Абрамов      |
| Помощник главного тренера | Марат Мифтахудинов |
| Тренер по физподготовке   | Арам Ананян        |
| Тренер вратарей           | Анвар Исмоилов     |

## Тренеры
В приведённых данных могут быть небольшие неточности.
| Год             | Тренер                 |
| --------------- | ---------------------- |
| 1961            | Алексей Лапшин         |
| 1962-1979       | информация отсутствует |
| 1976            | Вячеслав Кольцов       |
| 1980-1981       | Берадор Абдураимов     |
| 1982-1984       | Владимир Десятчиков    |
| 1985 (1-й круг) | Алексей Масесов        |
| 1985-1986       | Николай Киселёв        |
| 1987-1988       | Александр Иванков      |
| 1989            | Владимир Федин         |
| 1990 (1-й круг) | Шавкат Ахмеров         |
| 1990 (2-й круг) | Юрий Мамедов           |
| 1991            | Рустам Истамов         |
| 1992            | Николай Соловьев       |
| 1993 (1-й круг) | Рустам Истамов         |
| 1993 (2-й круг) | Владимир Десятчиков    |
| 1994-1997       | информация отсутствует |
| 1998-2000       | Махмуд Рахимов         |
| 2000-2002       | Хаким Фузайлов         |
| 2003            | Берадор Абдураимов     |
| 2004-2006       | информация отсутствует |
| 2007-2008       | Тачмурад Агамурадов    |
| 2008-2010       | Азамат Абдураимов      |
| 2010-2011       | Виктор Джалилов        |
| 2011-2012       | Ахмад Убайдуллаев      |
| 2012            | Сергей Арсланов        |
| 2013 (1-й круг) | Камо Газаров           |
| 2013-2014       | Равшан Хайдаров        |
| 2014-2015       | Тачмурад Агамурадов    |
| 2015            | Бахром Хакимов         |
| 2016            | Учкун Кобилов          |
| 2016            | Ильхом Шарипов         |
| 2017            | Эдгар Гесс             |
| 2017            | Олег Тюлькин           |
| 2018            | Ильхом Шарипов         |
| 2018-2019       | Даврон Файзиев         |
| 2019            | Тачмурад Агамурадов    |
| 2020            | Равшан Ахмедов         |
| 2020            | Сергей Лущан           |
| 2020            | Жасур Хакимов          |
| 2021            | Хаким Фузайлов         |
| 2022            | Предраг Роган          |
| 2022            | Андрей Шипилов         |
| 2022—н. в.      | Вадим Абрамов          |

## Лучший игрок года
С 2007 года на официальном сайте клуба проводится опрос для выбора лучшего игрока года «Динамо». По итогам опроса футболист команды, получивший наибольшее количество голосов, признаётся лучшим игроком года.
| 2007 | Фарход Таджиев      |
| 2008 | Ильёс Курбонов      |
| 2009 | Баходир Насимов     |
| 2010 | Ильхом Юнусов       |
| 2011 | Дэвид Ония          |
| 2012 | Иван Нагаев         |
| 2013 | Андрей Мельничук    |
| 2014 | Андрей Мельничук    |
| 2015 | Камолиддин Мурзоев  |
| 2016 | Амирджон Сафаров    |
| 2017 | Жасур Азимов        |
| 2018 | Акмал Холмуродов    |
| 2019 | Ботирали Эргашев    |
| 2020 | Дамир Темиров       |
| 2021 | Шохрух Абдурахмонов |
| 2022 | Марат Бикмаев       |
| 2023 | Джоэль Коджо        |
| 2024 | Анвар Ходжимирзаев  |

## Болельщики, принципиальные соперники, дерби, прозвища
Самаркандское «Динамо» имеет одну из самых больших армий болельщиков в Узбекистане. Почти в каждом матче команды стадион «Динамо», рассчитанный на 13 800 зрителей, заполняется до отказа.
Принципиальным соперником самаркандского «Динамо» является ФК «Бухара» из одноименного города и столицы соседней Бухарской области (вилоята).
Между тем, болельщики «Динамо» и «Бухары» имеют дружественные отношения, болея вместе за обе команды, если в матче соперником их любимого клуба становятся другие клубы страны.
Большую популярность в стране имеет так называемое «Дерби древних городов», участниками которого и являются самаркандское «Динамо» и «Бухара». Оба клуба представляют одни из самых древних городов Узбекистана и мира — Самарканд и Бухару. Матчи между командами отличаются зрелищностью и аншлагом среди болельщиков.
В Самарканде есть и своё маленькое «Самаркандское дерби», которое происходит редко. Матч неофициально имеет подобный статус, если между собой встречаются  клубы «Динамо», «Шердор» и «Спартак», а также более мелкие и малоизвестные клубы города.
У самаркандского «Динамо» имеется множество прозвищ: «Самаркандцы» (узб. Samarqandliklar/Самарқандликлар); «Тигры» (узб. Yoʻlbardlar/Йўлбарслар) — символ клуба и города Самарканда, отображенный даже на гербе города; «Старогородцы» (узб. Koʻhna shaharliklar/Кўҳна шаҳарликлар) — отсылка к древности Самарканда; есть и другие прозвища.